# Polikeit Károly
Polikeit Károly (Pozsony, 1849. március 30. – Pozsony, 1921. február ?) főgimnáziumi igazgató, matematikus.

## Élete
Atyja Károly polgár és kereskedő volt. Pozsonyban végezte 1868-ban a főgimnáziumot, majd 1868–1872 között a bécsi egyetem bölcsész karának volt (matematika és fizika) hallgatója. 1872-ben tanári vizsgát tett az említett tantárgyakból, majd 1873-ban az ábrázoló mértanból Bécsben.
A pozsonyi főreáliskolánál 1872–1882 között mint tanár működött, majd 1882-től a pozsonyi királyi katolikus főgimnázium tanára, majd 1896-ban igazgatója lett. Sokat tett a Pozsonyi Városi Múzeum felvirágoztatásáért.

## Művei
Cikkei a pozsonyi természettudományi és orvosi egylet közleményeiben (Uj F. A klima, 4 füzet. Ueber die Fortschritte der Astronomie im Decennium, 5. f. die physische Beschaffenheit der Planeten mit Rücksicht auf ihre Bewohnbarkeit, Der Komet von 1894, A csillagok és ködök lefotografálása); a pozsonyi katolikus főgimnázium Értesítőjében (1882. A legnagyobb és legkisebb értékek, maxima és minima, meghatározása elemi módon, 1885. A nap, a mi életerőnk, 1905. A pozsonyi kir. kath. főgymnasium éremgyűjteménye); a Zeitschrift für phys. u. math. Unterrichtben (Berechnungen der Vieleckseiten); matematikai és csillagászati cikkeket és könyvismertetéseket írt a Pressburger Zeitungba, a Westungarischer Grenzboteba és a Zeitschrift für Realschulwesenbe.
- Astronomia. Az égi testek mozgásának és physikai tulajdonságainak ismertetése. Pozsony, 1895. (Egyetemes Ismeretek Tára 1.).
- Ötjegyű logarithmustáblák. Pozsony, 1899. (Stampfel-féle Tudományos Zsebkönyvtár 36.).
- Ábel Károly, Mértan. A középiskolák felsőbb osztályai számára. Az 1899. tantervnek megfelelően átdolgozták Lévai Ede dr. és Polikeit Károly. Első rész. síkmértan és háromszögmértan. Az V. és VI. osztály tananyaga. 5. kiadás, Budapest, 1904.
- Pozsony városának kulturális haladása az utolsó ötven évben. In: Fischer Jakab - Ortvay Tivadar - Polikeit Károly (eds.): 1856-1906 emlékmű. Angermayer Károly Nyomda, Pozsony, 1907.